# Чиракуз
Чиракуз (азерб. Çıraquz) — село в Ходжавендському районі Азербайджану. 

## Історія
У 1993 році село було захоплено збройними силами Вірменії.
15 жовтня 2020 року внаслідок поновлених зіткнень у Карабасі село було звільнене Національною армією Азербайджану.

## Пам'ятки
В селі знаходиться церква Св. Степаноса 1698 р., кладовище 16-19 століття, хачкар 12-13 століття та джерело 12-13 століття.